# M109A3 GE A1

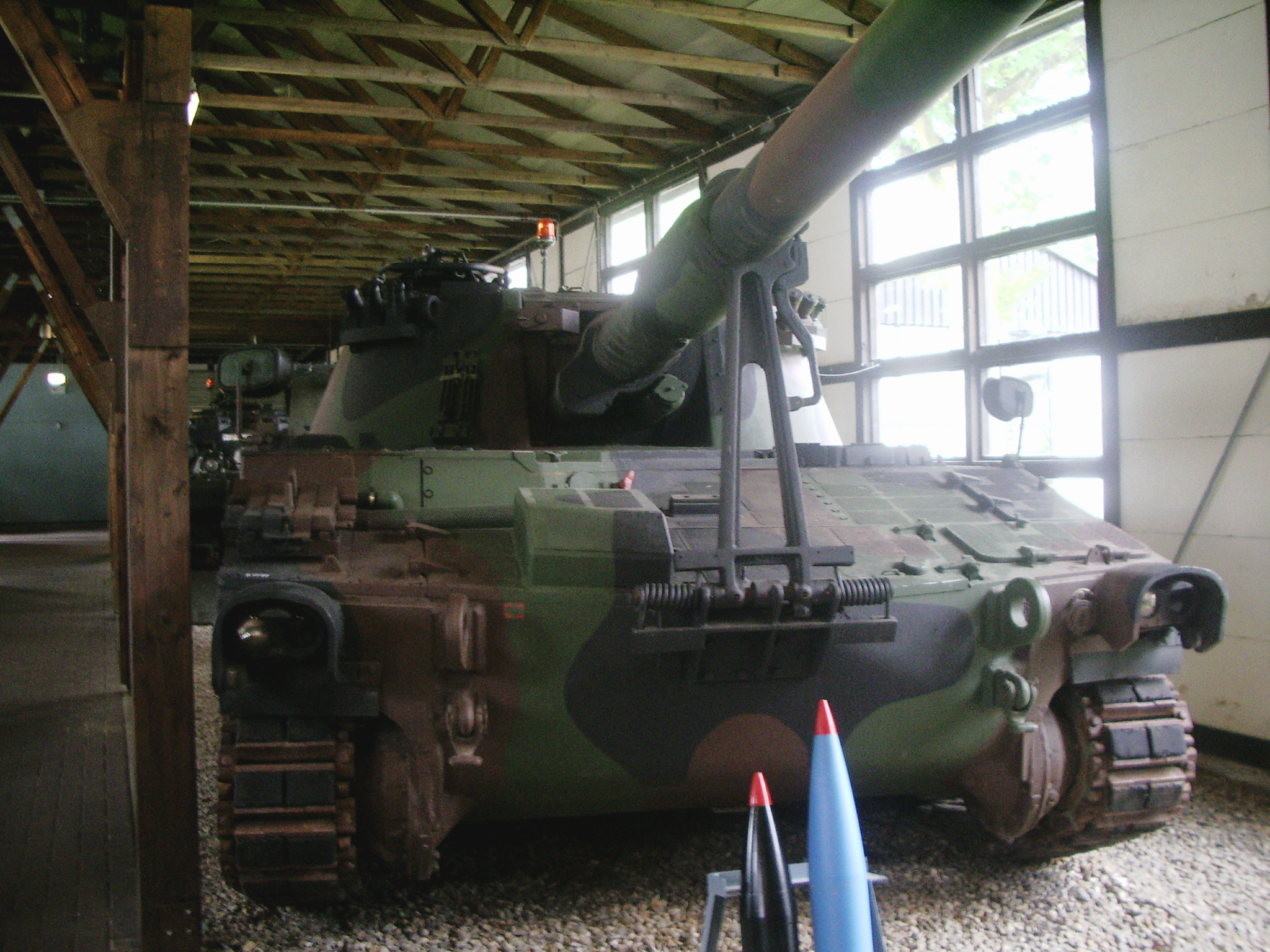
Front pojazdu

M109A3 GE A1 – haubica samobieżna produkowana na licencji amerykańskiej w Niemczech. Podstawowy model M109 był stopniowo udoskonalany począwszy od roku 1965 (pięć lat po otrzymaniu pierwszych egzemplarzy ze Stanów Zjednoczonych). Pierwszą główna zmianą była modernizacja silnika Diesla, co przyczyniło się do zmiany nazwy na M109G.
W latach 80. XX wieku model M109G został zmodyfikowany do standardu amerykańskiego M109A3, poprzez zamontowanie w jednostce nowego działa kalibru 155 mm, przekształceniu systemu ładowania amunicji, nowego systemu kierowania ogniem oraz lepszej radiostacji. Właśnie ta wersja jest znana jako M109A3G lub M109A3 GE A1.
W późniejszej modyfikacji, przeprowadzanej na przełomie wieku, główną zmianą było zredukowanie pracy wykonywanej przez obsługę działa. Osiągnięto to poprzez zamontowanie systemu automatycznego ładowania pocisków oraz System Kierowania Ogniem.

## Historia
Samobieżna haubica M109 już od 1964 roku stanowi standardowe wyposażenie batalionów artylerii w brygadach oraz batalionów rozpoznawczych artylerii dywizji. Każdy batalion posiada trzy baterie, z których każda dysponuje ośmioma działami. Haubica M109 posiada taktyczny zasięg ognia od 18 km do 30 km i może zwalczać wszelkie cele w rejonie koncentracji przeciwnika oraz prowadzić wsparcie ogniowe dla własnych oddziałów. Pojazdy te zastąpione zostały nowoczesnymi haubicami samobieżnymi PzH 2000. Ostatnie egzemplarze haubic M109 zakończyły służbę w niemieckich siłach zbrojnych w połowie 2007 roku.

## Modyfikacje
Podczas wieloletniego użytkowania M109, przechodziła szereg modyfikacji mających na celu przedłużenie jej żywotności, polepszenia komfortu załogi i zwiększenia wartości bojowej na współczesnym polu walki. W 1983 roku haubica otrzymała znacznie dłuższą lufę, co zwiększyło zasięg rażenia do 25 km (używając do ostrzału amunicji standardowej), czyli maksymalną odległość strzału zmodernizowanej wersji amerykańskiej. W tym samym czasie została również przebudowana wieża, którą powiększono i nadano jej bardziej wygięty kształt dodając w tyle charakterystyczny "plecak". Na początku lat dziewięćdziesiątych wprowadzono nowy system kierowania ogniem. Podczas wielokrotnych ćwiczeń poligonowych stwierdzono, iż ręczne ładowanie amunicji stanowi bardzo poważną wadę i postanowiono tą niedogodność usunąć.
Udało się to w roku 1999, kiedy to cztery firmy zaproponowały zautomatyzowanie systemu podawania amunicji. Przedsiębiorstwo KUKA opracowała pewien projekt, według którego po nieznacznym zmniejszeniu przedziału bojowego możliwe było zamontowanie automatycznego podajnika amunicji. Firma otrzymała zlecenie, by 262 z posiadanych 577 haubic, przerobić je do wersji M109A3 GE A1 (takie było oznaczenie wersji użytkowej po zmianach z roku 1999). W tyle wieży zainstalowano szufladowy magazyn dla 24 odpalanych pocisków, dziesięć dodatkowych pocisków umieszczono w nowych uchwytach na ścianach po lewej i prawej stronie obok włazów. Do transportu wewnątrz przedziału bojowego została skonstruowana elektryczna suwnica, której chwytak dostępny był z każdej pozycji. Prędkość podawania amunicji w porównaniu do wcześniejszego – manualnego – znacznie się zwiększyła, oddawanie strzałów w czasie walki wzrosło o sześć pocisków na minutę. Jednoczesne wprowadzanie nowych pocisków kasetowych, przystosowanych do strzelania standaryzowanymi przez NATO działami kal. 155 mm zwiększyło skuteczność i celność ognia, przy jednoczesnym zmniejszeniu zużycia amunicji.